# Чонгури
Чонгури (груз. ჩონგური; лезг. чуьнгуьр) — грузинский 4-струнный щипковый музыкальный инструмент.
Корпус грушевидный, внизу усечённый. Корпус делается из разных пород дерева — шелковицы, орехи. Шейка длинная с навязными или врезными ладами, завершается изогнутой головкой с 3 колками, несущими 3 основные струны; 4-я (короткая) струна крепится к колку, дящемуся сбоку, на середине шейки, на уровне го лада, и служит своеобразным высоким бурдоном. Струны шёлковые (или из капрона). Строй преимущественно ре, соль, си 1-й октавы, ре 2-й октавы. На чонгури играют главным образом женщины, аккомпанируя пению; усовершенствованные чонгури используются в оркестре грузинских народных инструментов.

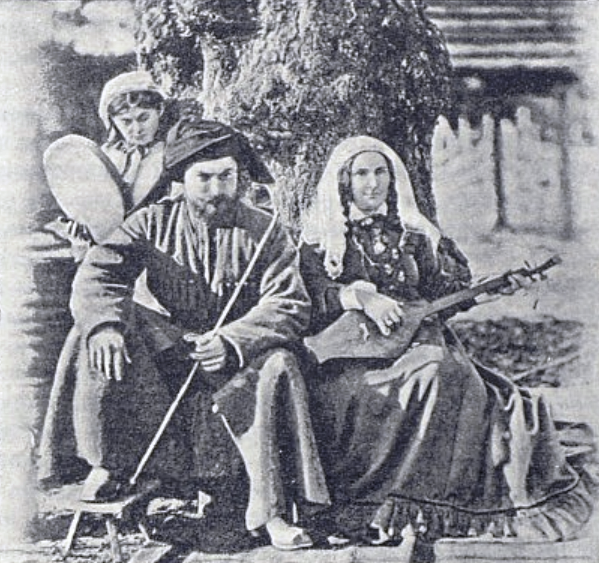
Гурийцы с чонгури

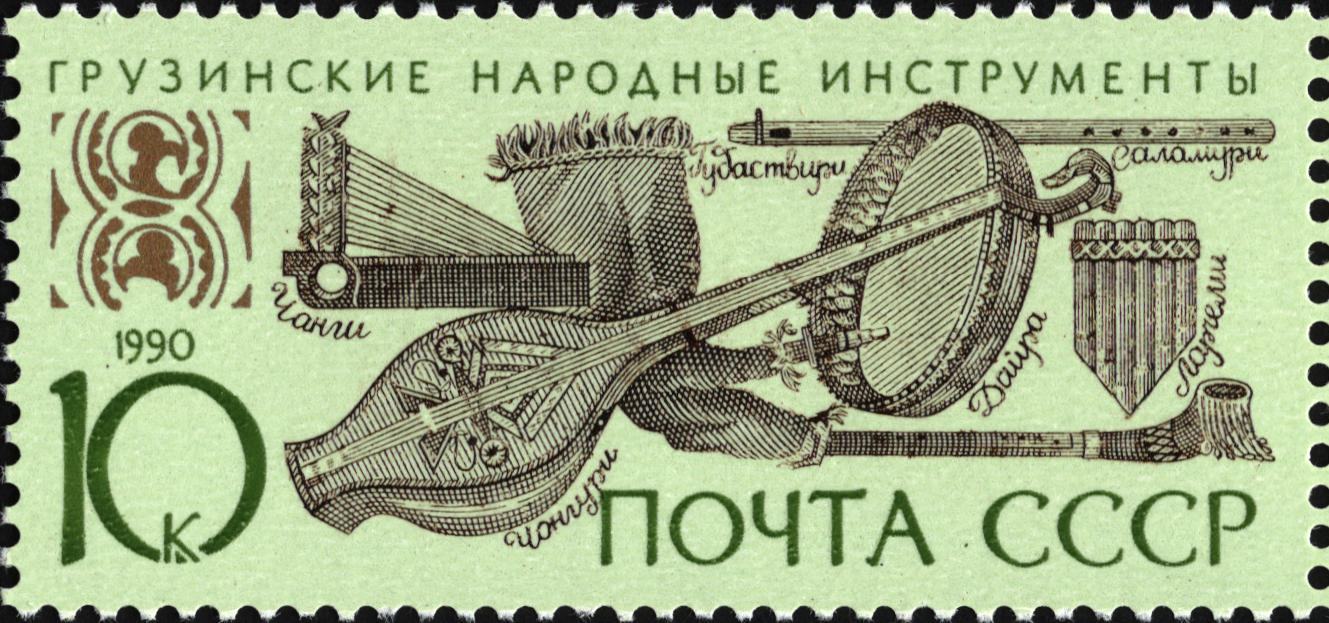

Существуют два типа чонгури — ладовый и безладовый. Играют на чонгури пальцами, вертикально поставив инструмент на левое колено.

## Ресурсы в интернете
- Мегрельская народная песня Чким Чонгури Архивная копия от 15 апреля 2016 на Wayback Machine
- Народная песня Западной Грузии (Имеретии) : С приложением 83 песен в народной гармонизации, записанных фонографом. — Москва : Т-во скоропеч. А. А. Левенсон, 1908. — 124 с. Архивная копия от 22 февраля 2014 на Wayback Machine